# Hiéroglyphe égyptien E10
Le hiéroglyphe égyptien E10 (bélier barbu) est classifié dans la section E « Mammifères » de la liste de Gardiner ; il y est noté E10.

## Représentation
Il représente un bélier (Ovis longipes palaeoaegypticus) portant une petite barbe (barbe postiche recourbée des dieux (?)). 

## Utilisation
C'est un déterminatif du champ lexical du mouton.

## Exemples de mots
| R7 | E10 |

| R7 | E10 |

| z · r | E10 |

| z · r | E10 |

| W9 | E10 |

| W9 | E10 |